# Dmitriy Khokhlov
Dmitriy Valeryevich Khokhlov (em russo:  Дмитрий Валерьевич Хохлов, Krasnodar, 22 de dezembro de 1975) é um ex-futebolista, atualmente treinador de futebol russo. seu último clube como jogador, foi o Dínamo de Moscovo. e no mesmo Dínamo, onde iniciou a carreira de treinador, atuando quando auxiliar técnico e comandando o time reserva.

## Carreira

### CSKA Moscou
Khokhlov se profissionalizou no CSKA Moscou, em 1992, atuando na equipe b do clube. Na equipe profissional começou atuar em 1993, ficando no clube até 1996.

### Real Sociedad
Na temporada 1999 chegou ao clube basco de San Sebastian, em 1999. Ganhando titularidade no clube fez quatro boas temporadas no clube, ao lado de Kovacevic, Nihat, Xabi Alonso, Kvarme e cia.

## Treinador

### Dinamo Moscou
Dmitri Khokhlov começou atuando desde 2011 nas categorias de base do clube de Moscou.

## Títulos

### Jogador
PSV Eindhoven
- Supercopa dos Países Baixos: 1998
- Eredivisie: 1999-2000

Lokomotiv Moscou
- Campeonato Russo: 2004
- Supercopa da Rússia: 2005